# Phradis thyridialis
Phradis thyridialis är en stekelart som beskrevs av Horstmann 1981. Phradis thyridialis ingår i släktet Phradis och familjen brokparasitsteklar. Inga underarter finns listade i Catalogue of Life.